# Boulevard Jardin zoologique
 (juin 2017).
Si vous disposez d'ouvrages ou d'articles de référence ou si vous connaissez des sites web de qualité traitant du thème abordé ici, merci de compléter l'article en donnant les références utiles à sa vérifiabilité et en les liant à la section « Notes et références ».
Le boulevard du Jardin Zoologique est une voie de la ville de Marseille en France. 

## Situation et accès
Ce boulevard qui se situe dans le 4e arrondissement de Marseille relie le milieu de l'avenue des Chartreux au carrefour des Cinq-Avenues (Bd Philippon, Avenue Foch, Bd de la Libération, Bd de la Blancarde et Avenue des Chartreux) via le Boulevard Cassini, en décrivant la forme d'un L.
On y trouve la station « Cinq Avenues - Longchamp » du Métro 1 de Marseille.

## Origine du nom
Son nom lui vient de l'ancien Parc zoologique de Marseille en service jusqu'en 1987, aujourd'hui appelé Jardin zoologique bien que rattaché au Parc Longchamp, qu'il longe du nord au sud dans sa partie centrale.

## Historique

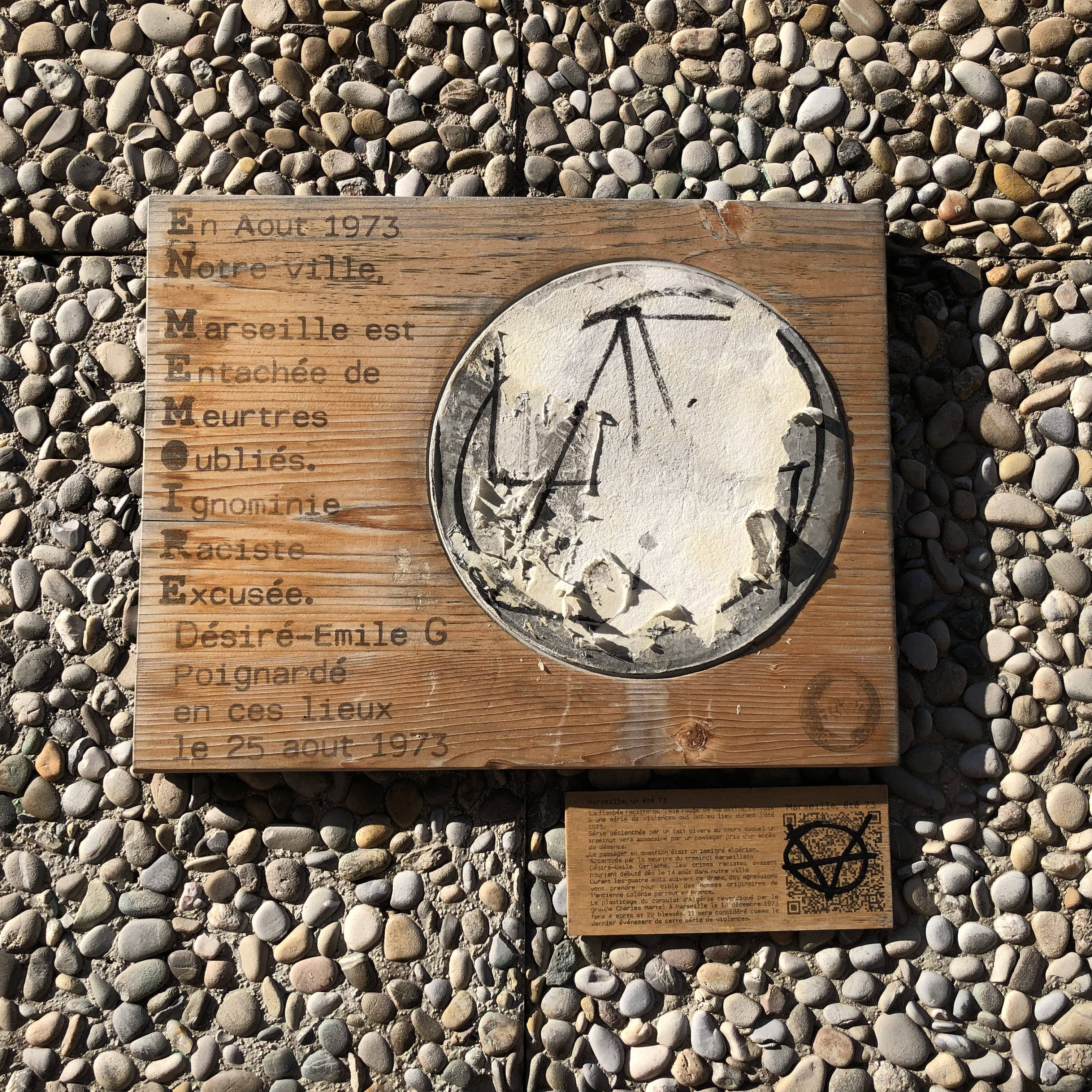
Plaque photographiée en janvier 2022 près du boulevard Françoise-Duparc à Marseille.

## Bâtiments remarquables et lieux de mémoire
- En face du numéro 22, une plaque commémore la série de meurtres racistes de 1973[1].

## En savoir plus